# Loks Land
Loks Land (inuktitut: Takuligjuaq) – wyspa w Archipelagu Arktycznym, leżąca na południe od półwyspu Blunt, będącego częścią półwyspu Hall na Ziemi Baffina. Długa jest na 30 km (z południowego zachodu na północny wschód) i szeroka na 25 km. Północna i środkowa część wyspy jest górzysta, ze wzniesieniami sięgającymi 300 m n.p.m., natomiast południowa część to tereny nizinne. Linia brzegowa wyspy jest dobrze rozwinięta, wokół niej znajduje się także wiele mniejszych wysepek.